# کوچ‌سرفینگ

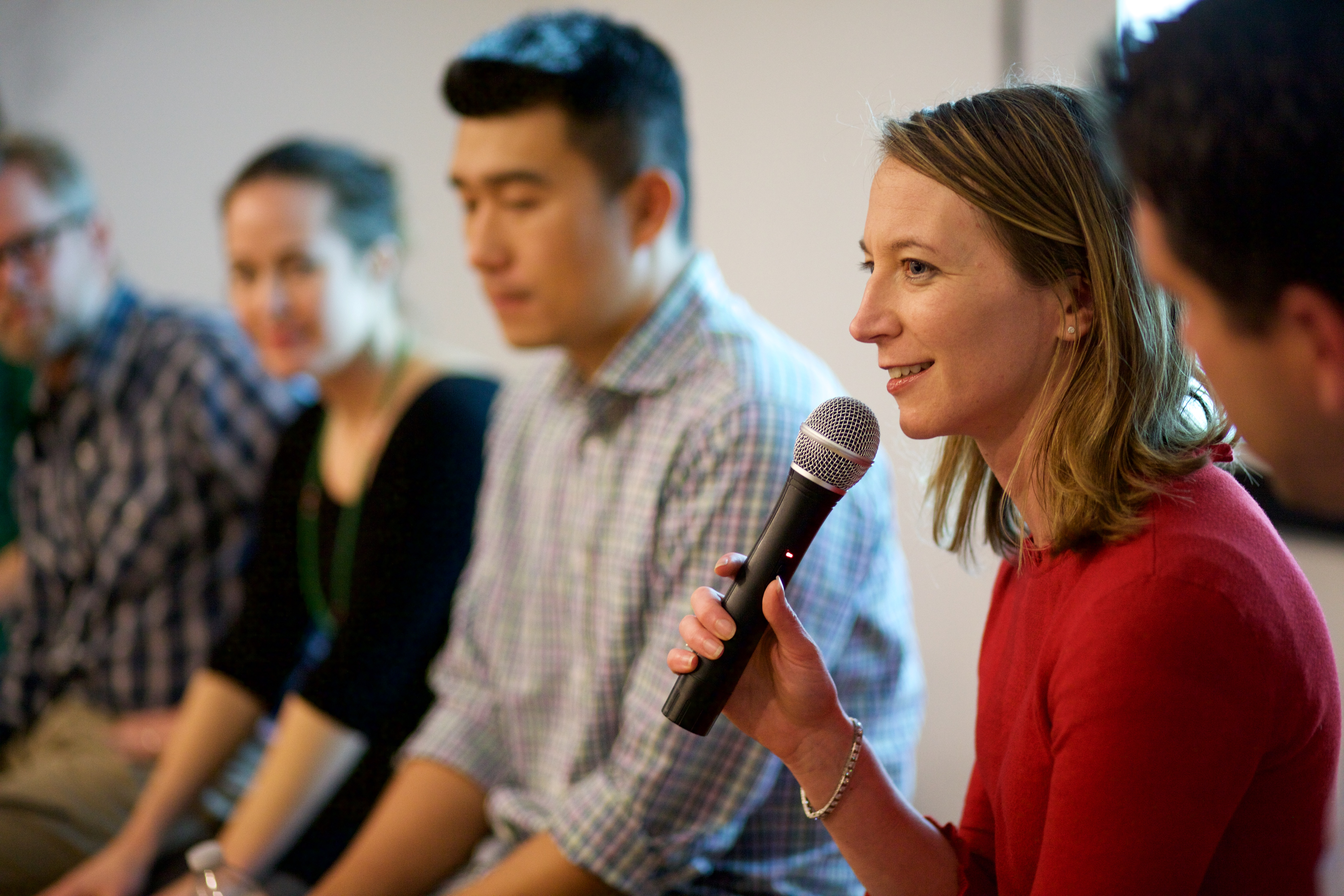
جنیفر بیلک، مدیر عامل شرکت کوچ‌سرفینگ از ۲۰۱۳ تا اکتبر ۲۰۱۵

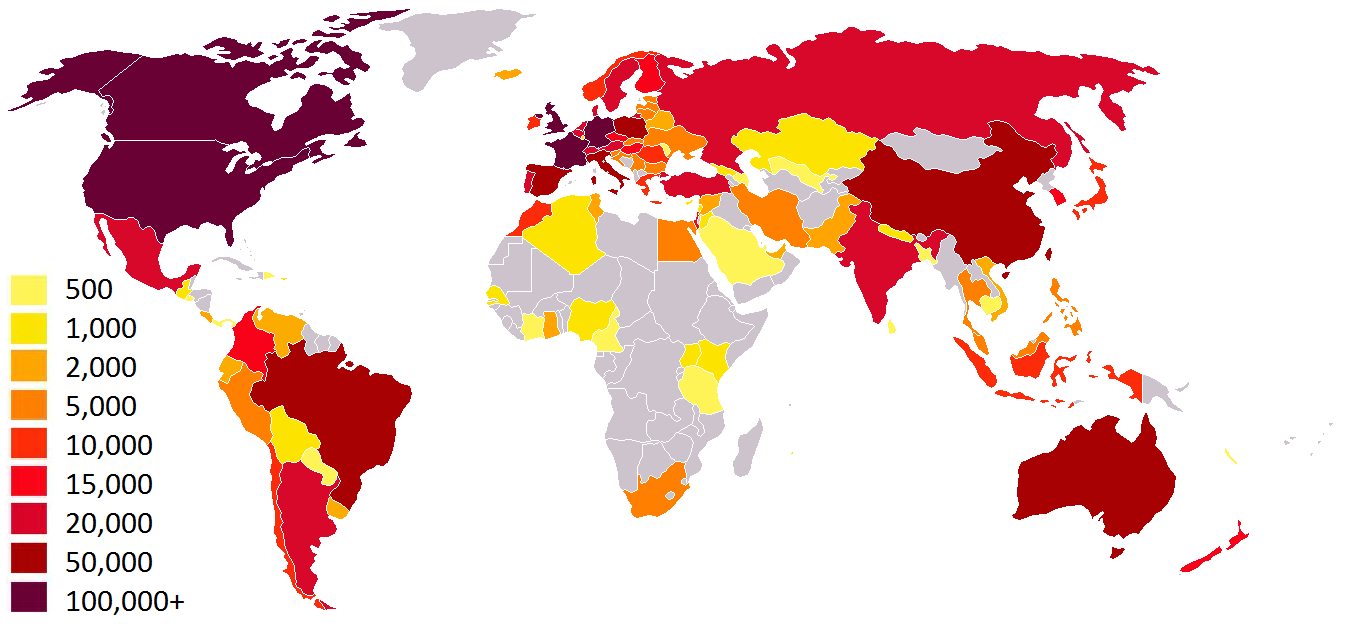
وضعیت کوچ‌سرفینگ در کشورهای مختلف جهان

کاوچ سرفینگ یا کوچ‌سرفینگ (به انگلیسی: CouchSurfing) به معنای کاناپه گردی یک سایت گردشگری است که به صورت یک شبکه اجتماعی و یکی از معروف‌ترین پرتال‌های گردشگری در اینترنت است که در زمینه «مهمان‌نوازی و اقامت رایگان» فعالیت می‌کند و چند سالی هست که بین ایرانیان به محبوبیت قابل توجهی دست یافته‌است.
خلاقیت و نوآوری این شبکه، در عرصه گردشگری مجازی (e-tourism) می‌باشد و از جنبه کسب و کار نیز، یکی از نمونه‌های موفق کارآفرینی دیجیتالی (Entrepreneurship) است و در زمینه ایجاد و تقویت دوستی و تبادل فرهنگ و تجربه و کم کردن هزینه‌ها و آسان شدن مسافرت فعالیت می‌کند.
کوچ‌سرفینگ، در واقع هیچ یک از خدمات بالا را خودش ارائه نمی‌دهد، بلکه با پشتیبانی دائمی از سایت و ارائه خدمات مجازی، فقط زمینه آشنایی کاربران با یکدیگر را فراهم می‌نماید.

این شبکه بر اساس "Hosting" و "Surfing" به معنای اقامت یک مسافر در منزل یک شخص بومی به عنوان مهمان‌ و به‌طور رایگان بوده و در زمانی که یک کوچ‌سرف بخواهد شهری به شهر دیگری برود، از طریق اینترنت با میزبان تماس خواهد گرفت و درصورت اعلام آمادگی میزبان، این سفر را انجام خواهد داد.

## صرفه جوئی در هزینه سفر
خدمات میزبانی در اینگونه سفرها رایگان است اما این بدان معنا نیست که میزبان باید برای مسافر پول خرج کند، در این سیستم، میزبان نباید برای فراهم کردن محل اقامت از میهمان درخواست پول کند، همچنین، میهمان نیز حق ندارد خرجی به گردن میزبان بگذارد و نباید از سیستم سوءاستفاده نماید، البته تقبل هزینه به صورت داوطلبانه مجاز است.

از بین افراد تنها ۸ درصد از سوی این سایت تأیید شده‌اند و حدود ۶ درصد هم از نظر اخلاقی ضمانت شده‌اند. اما بقیه اعضا (بیش از ۸۰ درصد اعضا) تأیید یا از نظر اخلاقی ضمانت نشده‌اند. شاید این موضوع کمی نگران‌کننده به نظر برسد چون فردی که به عنوان سفیر وارد این سایت می‌شود در واقع اعلام آمادگی می‌کند که میزبان دیگر سفیران باشد یا آن‌ها را در خانه خود بپذیرد. اما طرفداران کوچ‌سرفینگ بر این عقیده‌اند که "از سال ۲۰۰۴ تا اوت ۲۰۱۱ که بیش از ۳ میلیون و ۴۰۰ دیدار و میزبانی انجام شده و حتی یک مورد تخلف نیز گزارش نشده است." در میزبانی سایت، به میزبانان توصیه گردیده که در قبول مهمان یا میزبان باید به رفرنس‌ها و فیدبکهایی که مهمانان و میزبانان قبلی به آن فرد داده‌اند توجه کرد تا با آگاهی و اطلاعات بیشتری اقدام شود.

## کوچ‌سرف ها
کوچ‌سرف ها برای استفاده از خدمات این شبکه، موظف به رعایت موارد خاصی هستند.
افراد (کوچ‌سرف ها) با عضویت در این سایت و مشخص نمودن محل سکونت خود، اعلام آمادگی می‌کنند که به عنوان میزبان یا راهنما، امکانات و محل اسکان رایگانی را برای یک یا چند نفر در منزل شان برای مدت معینی آماده کنند. همه خدمات مجازی این سایت، به استثناء تبلیغات، رایگان است.

علاوه بر این، اعضا، در هر شهری، جلساتی با عنوان «CouchSurfing Gathering» یا «Couchsurfing Collectives» برای دور هم جمع شدن اعضای محلی و Surfer‌ها ترتیب می‌دهند که هم برای آشنایی بیشتر اعضای محلی با همه و همچنین برای گسترش روحیه کوچ‌سرفینگ است. بین سال‌های ۲۰۰۶ تا ۲۰۱۱ تعدادی از این گردهماییها در مونترآل، وین، نیوزیلند، روتردام، کاستاریکا، سامرا، آلاسکا، استانبول و تایلند برگزار گردید.

سایت کوچ‌سرفینگ تعداد کاربران فعال خود را ۱۵ میلیون نفر، با احتساب ۴۰۰ هزار نفر میزبان فعال اعلام کرده‌است.

در سال ۲۰۱۲، این شرکت اپلیکیشن تلفن همراه خود را برای سیستم های عامل آی‌اواس و اندروید رونمایی کرد.

## مدیریت
از سال ۲۰۱۱ تا ۲۰۱۲ دنیل هافر و پس از او تونی اسپینوزا تا پایان سال ۲۰۱۳ مدیرعامل شرکت بوده و این سمت از سال ۲۰۱۳ تا ۲۰۱۵ به جنیفر بیلچک رسید.
از اوت ۲۰۱۶ پاتریک داگن به عنوان مدیر اجرایی و بین‌المللی و مدیر مالی سایت، و از اکتبر ۲۰۱۷ پس از استعفای کیسی فنتون، ویلیام فرانچسکو مدیر عملیات سات گردید.
هیئت مدیره شرکت شامل بنیان‌گذار (دنیل هافر) و رئیس (ویلیام فرانچسکو ) کیسی فنتون و همچنین سرمایه‌گذاران سرمایه درمانی مت کلر از معیار، Todor Tashev از شرکت فناوری امیدیار و جاناتان تئو از سرمایه دودویی است.

## فیلترینگ کوچ‌سرفینگ در ایران
سایت کوچ‌سرفینگ، در ایران، توسط کارگروه تعیین مصادیق محتوای مجرمانه دارای محتوای با مضمون مصادیق محتوای مجرمانه تشخیص داده شد و فیلتر گردید.